# Federico Enrique Bruno Christmann
Federico Enrique Bruno Christmann (* 30. Dezember 1898 in La Plata; † 18. April 1986 La Plata) war ein argentinischer Chirurg und Professor der Chirurgischen Klinik der Universität La Plata.
Federico Enrique Bruno Christmann war der Sohn eines deutschen Kalligraphen. Er legte sein Abitur am Gymnasium der Universität La Plata ab (Colegio Nacional de la Universidad de La Plata). Er beschloss, Medizin zu studieren und nahm das Studium an der Medizinischen Fakultät der Universität Buenos Aires auf. Hier promovierte er im Jahr 1924 zum Doktor der Medizin. Anschließend begab er sich auf eine Reise nach Europa, wo er sich vor allem in Deutschland und der Schweiz aufhielt. Er besuchte Ferdinand Sauerbruch und weitere prominente Chirurgen, um von diesen zu lernen. Nach einem einjährigen Lehr- und Wanderjahr kehrte er zurück nach La Plata. Hier wurde eine neue Chirurgische Klinik gebaut und Christmann wurde Professor an dieser Klinik.
Geprägt durch sein Lehrjahr in Deutschland gelang es Christmann, eine der modernsten chirurgischen Schulen Argentiniens seiner Zeit aufzubauen. Er verfasste Im Jahr 1929 ein Lehrbuch „Chirurgische Technik“. Dieses Lehrbuch wurde mehrfach aufgelegt und beeinflusste die argentinische Chirurgie maßgeblich.

## Publikation
- Die Entlassung des Chirurgs, Revista de la sociedad Cirurgica La Plata, Nr. 4 (1976), 491–510.